# 16K (beeldresolutie)

Vergelijking met 16K, 8K UHDTV, 4K UHDTV, HDTV en SDTV beeldresoluties.

16K verwijst naar een beeldresolutie van 15360×8640 pixels. Alternatieve namen zijn 8640p of Quad Ultra High Definition. Deze resolutie heeft 132,7 megapixels, dat is 16 keer zoveel pixels als 4K-resolutie en 64 keer zoveel pixels als 1080p-resolutie.
De afronding naar ruim 15.000 horizontale pixels, en niet 16.000 pixels, is om aan te geven dat deze beeldresolutie horizontaal vier of twee keer zoveel pixels heeft als respectievelijk 4K en 8K.
Door de hoge eisen aan productie en weergave van 16K-media is het aanbod in 2022 erg klein. Zo ondersteunen grafische kaarten voor pc's en videoplatforms op het internet nog weergaven tot 8K. Ook zijn 16K-afspeelapparaten nog niet verkrijgbaar voor de consumentenmarkt.

## Geschiedenis
In 2016 kondigde AMD aan dat hun toekomstige grafische kaarten compatibel zullen zijn om 16K-resolutie te ondersteunen met een verversingssnelheid van 240 Hz voor virtuele werkelijkheid (virtual reality).
Vanaf 2017 kunnen 16K-resoluties worden vertoond met behulp van multi-monitoropstellingen met AMD Eyefinity of Nvidia Surround.
In 2018 bracht de Amerikaanse filmmaker Martin Lisius een korte time-lapsefilm uit met de titel "Prairie Wind", die hij produceerde met behulp van twee aan elkaar gekoppelde Canon EOS 5DS camera's. De afzonderlijke beelden werden vervolgens samengevoegd tot een enkel videobeeld van 15985 × 5792 pixels met een extreem brede beeldverhouding van 2.76∶1. Dit is een van de eerste bekende 16K-video's.
Tijdens NAB 2019, een tentoonstelling voor commerciele omroepbedrijven, toonde Sony een 16K-display met afmetingen van 19,5m × 5,5m, bedoeld voor de Japanse markt. Het beeldscherm bestaat uit 576 modules (elk 360×360) in een opstelling van 48 bij 12 modules, die een scherm van 17280×4320 vormen, met een beeldverhouding van 4∶1.
Op 26 juni 2019 heeft VESA formeel de DisplayPort 2.0-standaard uitgebracht met ondersteuning voor een 16K-scherm (15360 × 8640) met een verversingssnelheid van 60 Hz met behulp van DSC-videocompressie.